# Baorini
Los baorinos (Baorini) son una tribu de lepidópteros ditrisios de la subfamilia Hesperiinae  dentro de la familia Hesperiidae.

## Géneros
- Baoris
- Borbo
- Brusa
- Caltoris
- Gegenes
- Iton
- Parnara
- Pelopidas
- Polytremis
- Prusiana
- Zenonia